# Stilbula octodigitata
Stilbula octodigitata är en stekelart som beskrevs av Girault 1929. Stilbula octodigitata ingår i släktet Stilbula och familjen Eucharitidae. Inga underarter finns listade i Catalogue of Life.